# Fürstenberg (Baar)

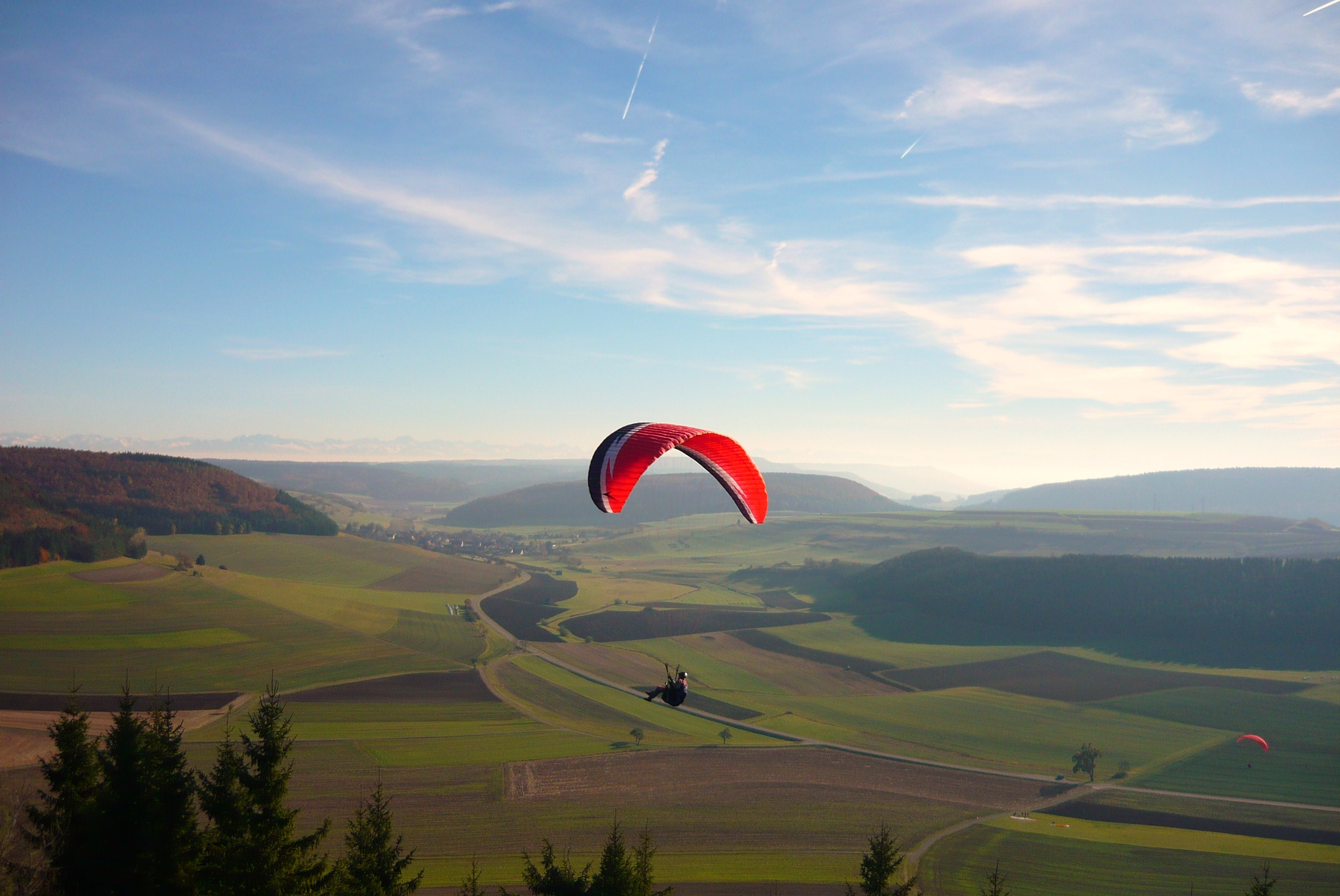
Blick vom Fürstenberg über Hondingen bis zu den Alpen

Der Fürstenberg ist ein 918,1 m ü. NHN hoher Zeugenberg auf der Baar in Baden-Württemberg.
Er liegt über dem gleichnamigen Ortsteil Fürstenberg von Hüfingen, als vorderster Berg der  Länge, die zur Baaralb zwischen Heuberg und Schwarzwald bzw. Randen und Schweizer Jura gehört. Der Name des Berges (und auch der Adelsfamilie) leitet sich also nicht von den späteren Fürsten von Fürstenberg ab, sondern von diesem „fürdersten Berg“.

## Vorgeschichte
Eine 2010/2011 durchgeführte Untersuchung ergab, dass sich auf dem Fürstenberg eine „großflächige Höhensiedlung der späten Urnenfelder- und besonders der Hallstattzeit“ befand.

## Geschichte
Ursprünglich lag die Stammburg der Grafen von Fürstenberg, die Burg Fürstenberg, auf der Bergkuppe. Das Adelsgeschlecht ist eine Seitenlinie der Grafen von Urach. Graf Heinrich I. von Urach legte Mitte des 13. Jahrhunderts seinen Sitz auf den Fürstenberg und nannte sich fortan nach dem Berg „Graf von Fürstenberg“. Da während des Bauernkrieges auch unter den Fürstenberger Bürgern viele Aufständische waren, verließen die Fürsten von Fürstenberg den Berg wieder. Auf der Bergkuppe des Fürstenberges befand sich eine Stadt, die am Morgen des 18. Juli 1841 aufgrund eines vermutlich durch Funkenflug ausgelösten und durch stürmische Winde stark angefachten Feuers völlig abbrannte und am Bergfuß wieder aufgebaut wurde.

## Heutige Situation

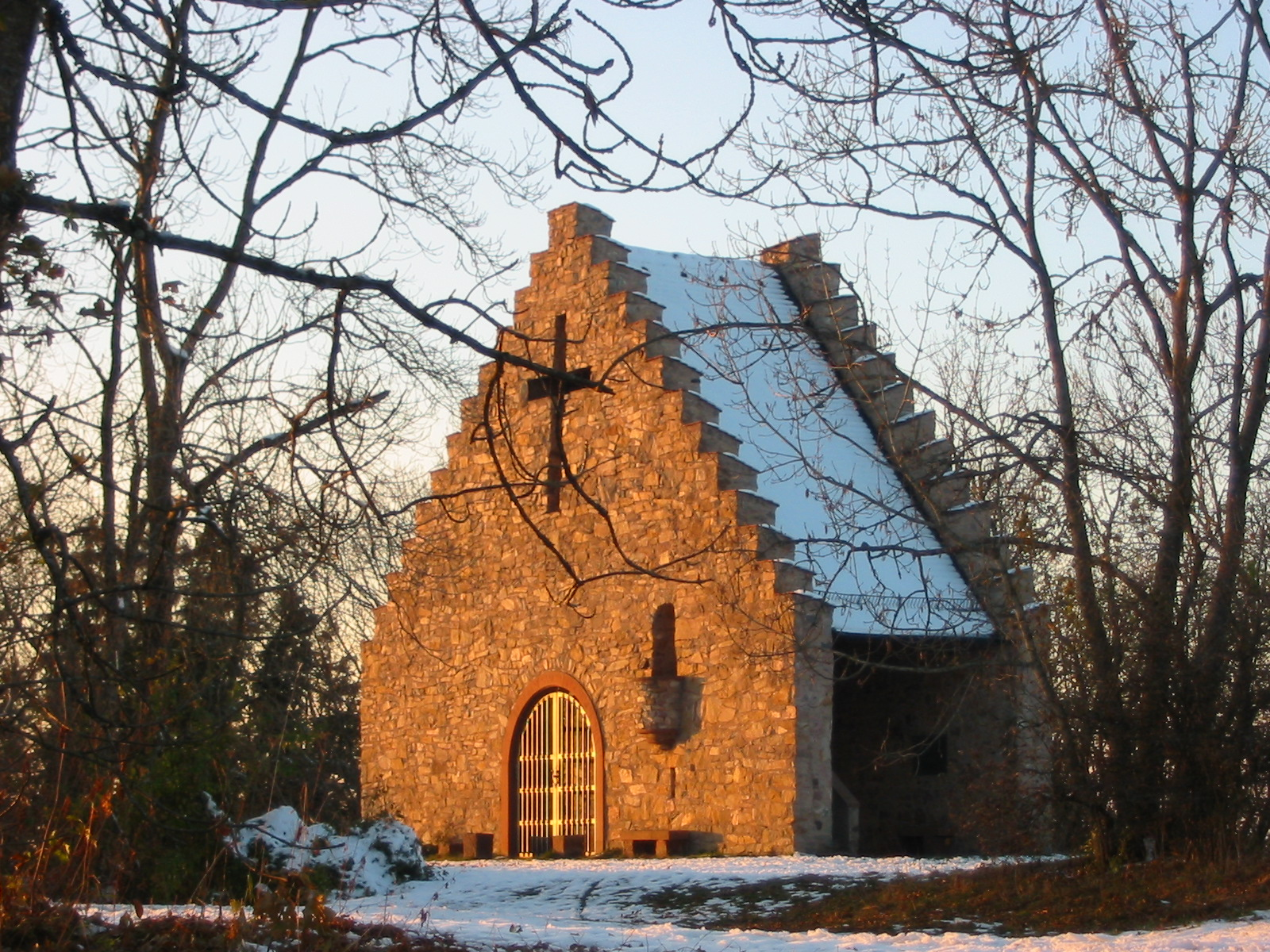
Augustinuskapelle auf dem Fürstenberg

Heute befindet sich neben den Friedhofsresten und Mauergräben der ehemaligen Burgstadt eine 1964 errichtete offene Stufengiebel-Kapelle (formaler Bezug zu traditionellen Bauernhäusern auf der Baar) zu Ehren des verstorbenen Kurienkardinals Augustin Bea, der aus dem nahe gelegenen Riedböhringen stammt.
Das aussichtsreiche  Gipfelplateau (mit Blick über Baar, Schwarzwald und Schweizer Alpen) ist ein beliebtes Wanderziel und Startpunkt für Drachen- und Gleitschirmflieger.
Seit Sommer 2012 führt ein historischer Lehrpfad rund um die Kuppe des Fürstenberges. Zahlreiche Schautafeln geben Informationen zu Geologie, Botanik und Besiedelung des Berges.